# Калликотт, Бэярд
Бэярд Калликотт (англ. John Baird Callicott, р. 9 мая 1941) — американский экофилософ. Профессор философии и природных ресурсов в Висконсинском университете и университете Северного Техаса, член редколлегий журналов «Экологические ценности» («Environmental values») и «Экологическая этика» («Environmental ethics»). Б. Калликотт первым в США стал читать университетский курс экологической этики (с 1971 года). Автор книг «В защиту земельной этики» (1989) и «Экологические интуиции» (1992).
Различал внутренние и инструментальные ценности. Внутренней или абсолютной ценностью обладает человек. Природа считается инструментальной ценностью, однако она может иметь и внутреннюю ценность. Калликотт изучал экологические традиции американских индейцев, благодаря которым они относились к природе с уважением.